# 村田宇之吉
村田 宇之吉（むらた うのきち、1894年3月28日 - 1979年3月27日）は日本の政治家。東京都議会議員（9期）、葛飾区議会議員（2期）。第16代東京都議会議長、第11代東京都議会副議長。

## 略歴
1894年3月28日、千葉県に生まれる。1940年から葛飾区会議員を2期7年務めた。1949年3月2日の東京都議会議員補欠選挙で葛飾区選挙区から立候補して、初当選する。都議会では、文教委員会委員長（1951年から1952年）、東京都議会自由党幹事長（1954年）、都議会同志会幹事長（1954年から1955年）、都議会民主党幹事長（1955年）を歴任した。1956年7月に第11代東京都議会副議長に就任した。1957年7月に副議長を退任した。1960年6月に第16代東京都議会議長に就任した。また、全国都道府県議会議長会会長にも就任した。1961年7月に議長を退任した。その後は、都議会自民党幹事長（1965年・1977年）を務めた。1979年3月27日、議員在職中のまま死去した。

## 栄典
- 1962年 - 藍綬褒章[1]
- 1974年 - 勲二等瑞宝章[1]
- 没後 - 従四位[1]